# Philippe Carrese
Philippe Carrese (Marsiglia, 6 aprile 1956 – Marsiglia, 5 maggio 2019) è stato un regista, disegnatore e scrittore francese.

## Biografia
Nato da una famiglia di origine napoletana, visse la sua giovinezza nel quartiere Le Panier di Marsiglia.
È morto nel 2019 per un tumore fulminante in una clinica di Marsiglia.

## Opere
- Trois jours d'engatse, Méditorial, collection Misteri, 1994 puis en 2002 Pocket ISBN 226612126X
- Filet garni, Fleuve Noir, 1996 ISBN 2265057150
- Allons au fond de l'apathie, Baleine, 1999 ISBN 2842191226
- Le Bal des cagoles, Pocket, 2000 ISBN 2265070491
- Graine de courge, J'ai lu, 2000 ISBN 2290054941
- Flocoon Paradise, Florent Massot, 2001 ISBN 2845880413
- Marseille, du noir dans le jaune, Autrement, 2001 ISBN 2746700883
- Conduite accompagnée, Fleuve Noir, 2002 ISBN 2265073814
- Le Tambour du diable, Les 400 Coups, 2002 ISBN 2845960514
- Trois jours d'engatse,
- Une petite bière pour la route, Fleuve Noir, 2002 ISBN 2265068764
- Une belle histoire d'amour, Fleuve Noir, 2003 ISBN 2265076023
- La Grotte de l'aviateur, Syros Jeunesse, 2004 ISBN 2748502361
- Place aux huiles, L'Écailler du Sud, 2005 ISBN 2914264798
- Les Veuves gigognes, Fleuve Noir, 2005 ISBN 2265079596
- Le Vol de la momie, Syros, 2005 ISBN 2748503740
- Le Scénario de la mort, Syros, 2006 ISBN 2748504631
- La Malédiction de l'Enclume, Syros, 2007 ISBN 978-2748505375
- Enclave, Plon, 2009 ISBN 978-2259209755

## Filmografia

### Telefilm
- Malaterra (2003)
- Liberata  (2005)
- L'Arche de Babel (2010)

### Lungometraggi
- Cassos (2012)